# Liga de Campeones de la OFC 2009-10
La Liga de Campeones de la OFC 2009-10 fue la novena edición del máximo torneo continental de Oceanía. Se disputó entre el 17 de octubre de 2009 y el 2 de mayo de 2010. 
El número de equipos participantes se aumentó de seis a ocho, pasando la fase de grupos a constar de dos grupos de cuatro equipos cada uno en lugar de tres cada uno como había sido entre 2007 y 2008-09. El Hekari United papú se convirtió en el primer equipo fuera de Australia y Nueva Zelanda en proclamarse campeón de la competición al vencer en la final al Waitakere United neozelandés. Asimismo, como campeón oceánico clasificó a la Copa Mundial de Clubes de la FIFA 2010.

## Equipos participantes
| País                      | Equipo/s                       | Vía de clasificación                                                                                               |
| ------------------------- | ------------------------------ | --- |
| Nueva Zelanda 2 cupos     | Auckland City Waitakere United | Campeón del Campeonato de Fútbol de Nueva Zelanda 2008-09 1.º fase regular del Campeonato de Nueva Zelanda 2008-09 |
| Fiyi 1 cupo               | Lautoka                        | Campeón de la Liga Nacional de Fiyi 2009                                                                           |
| Islas Salomón 1 cupo      | Marist Fire                    | Campeón de la S-League 2008-09                                                                                     |
| Nueva Caledonia 1 cupo    | Magenta                        | Campeón de la Superliga de Nueva Caledonia 2009                                                                    |
| Papúa Nueva Guinea 1 cupo | Hekari United                  | Campeón de la Liga Nacional 2008-09                                                                                |
| Tahití 1 cupo             | Manu Ura                       | Campeón de la Primera División de Tahití 2009                                                                      |
| Vanuatu 1 cupo            | Tafea                          | Campeón de la Primera División de Vanuatu 2009                                                                     |

## Fase de grupos

### Grupo A
| Equipo           | J | G | E | P | GF | GC | GD  | Pts |
| ---------------- | - | - | - | - | -- | -- | --- | --- |
| Waitakere United | 6 | 3 | 3 | 0 | 15 | 6  | +9  | 12  |
| Auckland City    | 6 | 3 | 3 | 0 | 13 | 5  | +8  | 12  |
| Magenta          | 6 | 1 | 3 | 2 | 13 | 10 | +3  | 6   |
| Manu-Ura         | 6 | 0 | 1 | 5 | 3  | 23 | −20 | 1   |

| 17 de octubre de 2009 | Auckland City                                               | 5:0 (2:0) | Manu Ura | Kiwitea Street, Auckland                                            |                                                                     |
|                       | Vicelich 18' · Coombes 34' · Koprivcic 69' 80' 90+1' (pen.) |           |          | Asistencia: 875 espectadores Árbitro(s): Gerard Parsons (Australia) | Asistencia: 875 espectadores Árbitro(s): Gerard Parsons (Australia) |

| 24 de octubre de 2009 | Magenta          | 1:1 (0:1) | Waitakere United | Stade Numa Daly, Numea                                            |                                                                   |
|                       | Scott 78' (a.g.) |           | Fisher 37'       | Asistencia: 2000 espectadores Árbitro(s): Norbert Hauata (Tahití) | Asistencia: 2000 espectadores Árbitro(s): Norbert Hauata (Tahití) |

| 7 de noviembre de 2009 | Waitakere United               | 2:0 (0:0) | Manu Ura | Fred Taylor Park, Auckland |  |
|                        | Totori 55' · Fisher 86' (pen.) |           |          |                            |  |

| 8 de noviembre de 2009 | Auckland City                | 2:1 (0:1) | Magenta | Kiwitea Street, Auckland |  |
|                        | Williams 47' · Koprivcic 52' |           | Xewe 6' |                          |  |

| 28 de noviembre de 2009 | Waitakere United | 1:1 (1:1) | Auckland City | Fred Taylor Park, Auckland              |                                         |
|                         | Fisher 42'       |           | Coombes 30'   | Árbitro(s): Jamie Cross (Nueva Zelanda) | Árbitro(s): Jamie Cross (Nueva Zelanda) |

| 27 de noviembre de 2009 | Manu Ura     | 1:1 (0:0) | Magenta    | Stade Paea, Papeete                       |                                           |
|                         | Mataitai 68' |           | Kokono 46' | Árbitro(s): Peter O'Leary (Nueva Zelanda) | Árbitro(s): Peter O'Leary (Nueva Zelanda) |

| 12 de febrero de 2010 | Manu Ura | 0:2 (0:0) | Auckland City            | Stade Paea, Papeete |  |
|                       |          |           | Hogg 63' · Koprivcic 86' |                     |  |

| 20 de febrero de 2010 | Waitakere United                                     | 4:1 (2:1) | Magenta | Fred Taylor Park, Auckland |  |
|                       | Bullock 39' · Totori 40' · de Vries 78' · Fisher 80' |           | Boit 6' |                            |  |

| 6 de marzo de 2010 | Magenta    | 1:1 (0:1) | Auckland City | Numa-Daly Magenta, Numea |  |
|                    | Sinedo 53' |           | Koprivcic 13' |                          |  |

| 19 de marzo de 2010 | Manu Ura    | 1:5 (1:1) | Waitakere United                              | Stade Hamuta, Papeete |  |
|                     | Poroiea 30' |           | Rowler 28' 58' · Krishna 42' · Pearce 45' 60' |                       |  |

| 27 de marzo de 2010 | Auckland City               | 2:2 (1:1) | Waitakere United | Kiwitea Street, Auckland |  |
|                     | Koprivcic 30' · Uhlmann 70' |           | Totori 3' 58'    |                          |  |

| 27 de marzo de 2010 | Magenta | 8:1 (3:1) | Manu Ura    | Numa-Daly Magenta, Numea |  |
|                     | Wajoka 14' · Tuairau 18' (a.g.) · Bako 31' · Kaudre 49' · Poatinda 58' · J. Ixoee 82' · Kéwé-Lamo 90' · Saiko 90+1' |           | Poroiae 45' |                          |  |

### Grupo B
| Equipo        | J | G | E | P | GF | GC | GD  | Pts |
| ------------- | - | - | - | - | -- | -- | --- | --- |
| Hekari United | 6 | 4 | 1 | 1 | 15 | 7  | +8  | 13  |
| Lautoka       | 6 | 4 | 0 | 2 | 12 | 6  | +6  | 12  |
| Tafea         | 6 | 2 | 2 | 2 | 8  | 11 | -3  | 8   |
| Marist        | 6 | 0 | 1 | 5 | 3  | 14 | -11 | 1   |

| 17 de octubre de 2009 | Tafea                             | 3:3 (3:2) | Hekari United           | Korman Stadium, Port Vila                                            |                                                                      |
|                       | Namatak 1' · Tom 34' · Sakama 45' | Reporte   | Jack 40' 42' · Mela 50' | Asistencia: 4100 espectadores Árbitro(s): Jamie Cruz (Nueva Zelanda) | Asistencia: 4100 espectadores Árbitro(s): Jamie Cruz (Nueva Zelanda) |

| 18 de octubre de 2009 | Marist Fire | 1:3 (0:2) | Lautoka                                 | Lawson Tama Stadium, Honiara                                          |                                                                       |
|                       | Iniga 82'   | Reporte   | Hassan 14' · Kautoga 20' · Arrart 90+2' | Asistencia: 16000 espectadores Árbitro(s): Chris Kerr (Nueva Zelanda) | Asistencia: 16000 espectadores Árbitro(s): Chris Kerr (Nueva Zelanda) |

| 7 de noviembre de 2009 | Marist Fire | 0:2 (0:0) | Tafea                   | Lawson Tama Stadium, Honiara |  |
|                        |             | Reporte   | Sakama 48' · Mermer 51' |                              |  |

| 7 de noviembre de 2009 | Hekari United | 1:2 (1:0) | Lautoka                | PMRL Stadium, Puerto Moresby |  |
|                        | Jack 28'      | Reporte   | Nawatu 69' · Smith 76' |                              |  |

| 29 de noviembre de 2009 | Lautoka      | 1:2 (1:1) | Tafea                     | Churchill Park, Lautoka             |                                     |
|                         | Nawatu 45+1' | Reporte   | Naprapol 22' · Sakama 77' | Árbitro(s): Norbert Hauata (Tahití) | Árbitro(s): Norbert Hauata (Tahití) |

| 5 de diciembre de 2009 | Hekari United        | 2:1 (0:0) | Marist Fire | PMRL Stadium, Puerto Moresby |  |
|                        | Jack 48' · Waroi 52' | Reporte   | Menapi 82'  |                              |  |

| 13 de febrero de 2010 | Hekari United                           | 4:0 (3:0) | Tafea | PMRL Stadium, Puerto Moresby |  |
|                       | Manuca 14' · Maemae 20' 28' · Waroi 84' |           |       |                              |  |

| 14 de febrero de 2010 | Lautoka                                     | 3:0 (1:1) | Marist Fire | Churchill Park, Lautoka |  |
|                       | Vakatalesau 8' · Avinesh 49' · Vonu Jr. 73' |           |             |                         |  |

| 6 de marzo de 2010 | Tafea | 0:0 | Marist Fire | Korman Stadium, Port Vila |  |

| 7 de marzo de 2010 | Lautoka | 0:1 (0:0) | Hekari United | Churchill Park, Lautoka |  |
|                    |         |           | Fa'arodo 54'  |                         |  |

| 28 de marzo de 2010 | Marist Fire | 1:4 (0:4) | Hekari United                                | Lawson Tama Stadium, Honiara |  |
|                     | Menapi 78'  |           | Maemae 18' 29' · Fa'arodo 29' · Bolatoga 39' |                              |  |

| 28 de marzo de 2010 | Tafea    | 1:3 (0:1) | Lautoka                        | Korman Stadium, Port Vila |  |
|                     | Gete 57' |           | Vula 35' · Vone 51' · Samy 86' |                           |  |

## Final
| 17 de abril de 2010 | Hekari United             | 3:0 (1:0) | Waitakere United | PMRL Stadium, Port Moresby                                             |                                                                        |
|                     | Jack 27' 73' · Maemae 27' | Reporte   |                  | Asistencia: 15 000 espectadores Árbitro(s): Gerard Parsons (Australia) | Asistencia: 15 000 espectadores Árbitro(s): Gerard Parsons (Australia) |

| 2 de mayo de 2010 | Waitakere United              | 2:1 (1:1) | Hekari United   | Fred Taylor Park, Auckland          |                                     |
|                   | Emblen 3' · Fisher 84' (pen.) |           | Jack 35' (pen.) | Árbitro(s): Norbert Hauata (Tahití) | Árbitro(s): Norbert Hauata (Tahití) |

| Bandera de Papúa Nueva Guinea     |
| Campeón Hekari United 1.er título |

## Estadísticas

### Goleadores
| Jugador          | Equipo           | Goles |
| ---------------- | ---------------- | ----- |
| Kema Jack        | Hekari United    | 7     |
| Daniel Koprivcic | Auckland City    | 7     |
| Brent Fisher     | Waitakere United | 5     |
| Alick Maemae     | Hekari United    | 5     |
| Benjamin Totori  | Waitakere United | 4     |

### Tabla acumulada
| Equipo | Equipo           | Pts | PJ | PG | PE | PP | GF | GC | Dif | Rend  |
| ------ | ---------------- | --- | -- | -- | -- | -- | -- | -- | --- | ----- |
| 1      | Hekari United    | 16  | 8  | 5  | 1  | 2  | 19 | 9  | 10  | 66,6% |
| 2      | Waitakere United | 15  | 8  | 4  | 3  | 1  | 17 | 10 | 7   | 62,5% |
| 3      | Auckland City    | 12  | 6  | 3  | 3  | 0  | 13 | 5  | 8   | 66,6% |
| 4      | Lautoka          | 12  | 6  | 4  | 0  | 2  | 12 | 6  | 6   | 66,6% |
| 5      | Tafea            | 8   | 6  | 2  | 2  | 2  | 8  | 11 | -3  | 44,4% |
| 6      | Magenta          | 6   | 6  | 1  | 3  | 2  | 13 | 10 | 3   | 33,3% |
| 7      | Marist Fire      | 1   | 6  | 0  | 1  | 5  | 3  | 14 | -11 | 5,5%  |
| 8      | Manu Ura         | 1   | 6  | 0  | 1  | 5  | 3  | 23 | -20 | 5,5%  |